# Zhoukoudian
Zhoukoudian o Choukoutien (cinese: 周口店; pinyin: Zhōukǒudiàn) è un sistema di grotte nei pressi di Pechino, in Cina.

## Archeologia
Ha portato a numerose scoperte archeologiche, tra cui il più antico esemplare di Homo erectus, chiamato uomo di Pechino, ed ossa della iena gigante Pachycrocuta brevirostris. L'uomo di Pechino visse in queste grotte all'incirca tra i 200 000 ed i 500 000 anni fa.

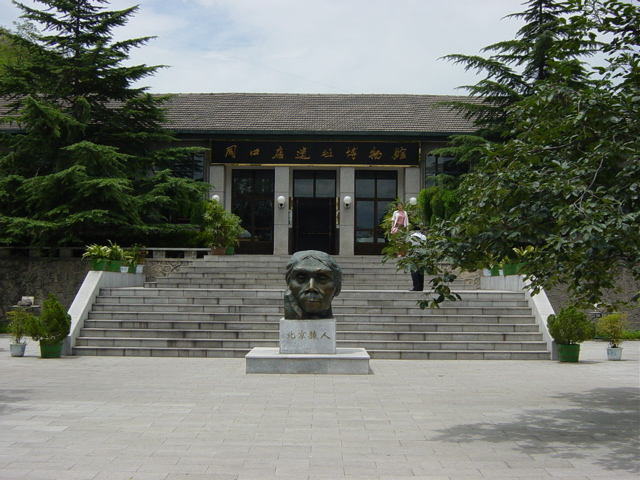
Sito dell'uomo di Pechino a Zhoukoudian - il museo

Le fessure nel calcare contengono depositi del medio Pleistocene che hanno portato alla luce circa 40 individui oltre a resti animali e a pietre ed utensili del Paleolitico. I più antichi sono databili a 500 000 anni fa, contemporanei alla glaciazione Mindel.
Durante il Paleolitico superiore il sito venne occupato di nuovo, e sono stati rinvenuti resti dell'Homo sapiens e dei suoi attrezzi in pietra.
Nei primi anni sessanta Il Consiglio di Stato del PRC lo segnalò come luogo di importanti reperti culturali. Da quel momento è stato notevolmente migliorato.
Il sito si trova a sud-est della città di Pechino, ed è accessibile attraverso la Jingshi Expressway.
Il cratere Choukoutien sull'asteroide 243 Ida ha preso il nome da questo sito.